# Geografia Libii

Położenie Libii

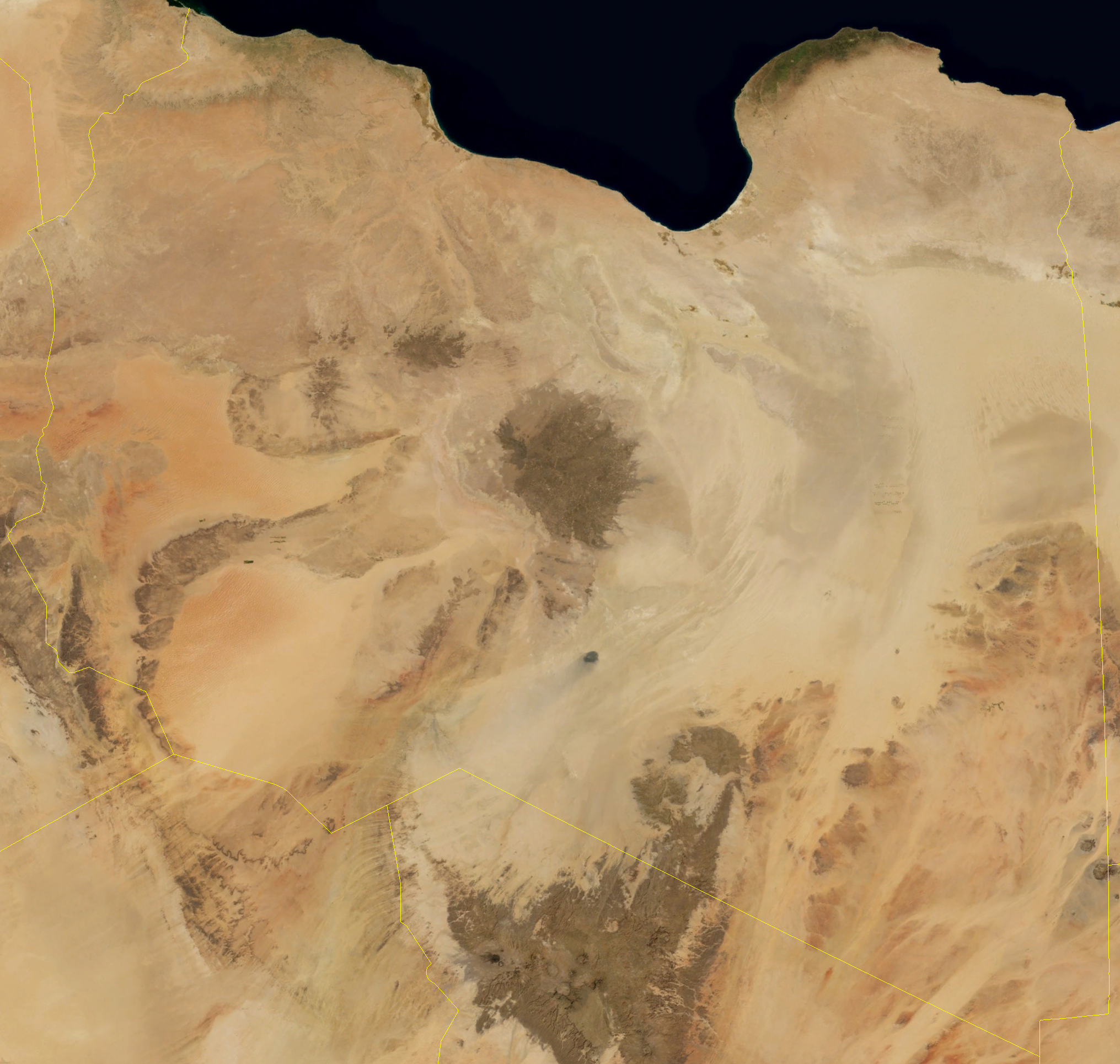
Libia – zdjęcie satelitarne

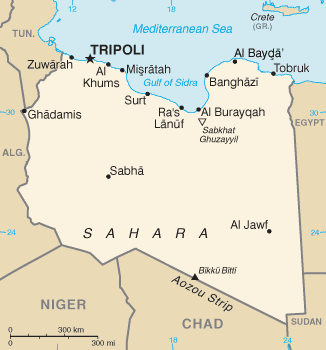
Miasta Libii

Geografia Libii – dziedzina nauki zajmująca się badaniem Libii pod względem geograficznym.
Libia, położona w Afryce Północnej nad Morzem Śródziemnym, zaliczana jest do największych krajów afrykańskiego kontynentu. Niemal cały kraj znajduje się pod wpływem klimatu zwrotnikowego suchego, a na południu skrajnie suchego. Ponad 90% jego terytorium leży na obszarach pustynnych. Pomimo braku sieci wodnej, Libia ma dostęp do wody w postaci zasobnych rezerwuarów wód podziemnych. Niezwykła suchość klimatu i brak opadów, zwłaszcza na południu, sprawia, że ogromne obszary kraju są całkowicie pozbawione szaty roślinnej. Kraj ma bogate złoża ropy naftowej i gazu ziemnego, a sektor wydobywczy stanowi główne źródło dochodu narodowego.

## Położenie i powierzchnia
Libia leży w Afryce Północnej i jest zaliczana do tzw. państw Maghrebu . Graniczy od wschodu z Egiptem (granica ma 1115 km), od południowego wschodu z Sudanem (382 km), od południa z Czadem (1050 km) i Nigrem (342 km), a od zachodu z Tunezją (461 km) i Algierią (989 km)  . Od północy oblewają ją wody Morza Śródziemnego  – długość linii brzegowej to 1770 km .
Powierzchnia kraju wynosi 1 759 540 km²  – Libia jest czwartym pod względem wielkości krajem Afryki.

## Budowa geologiczna i rzeźba terenu

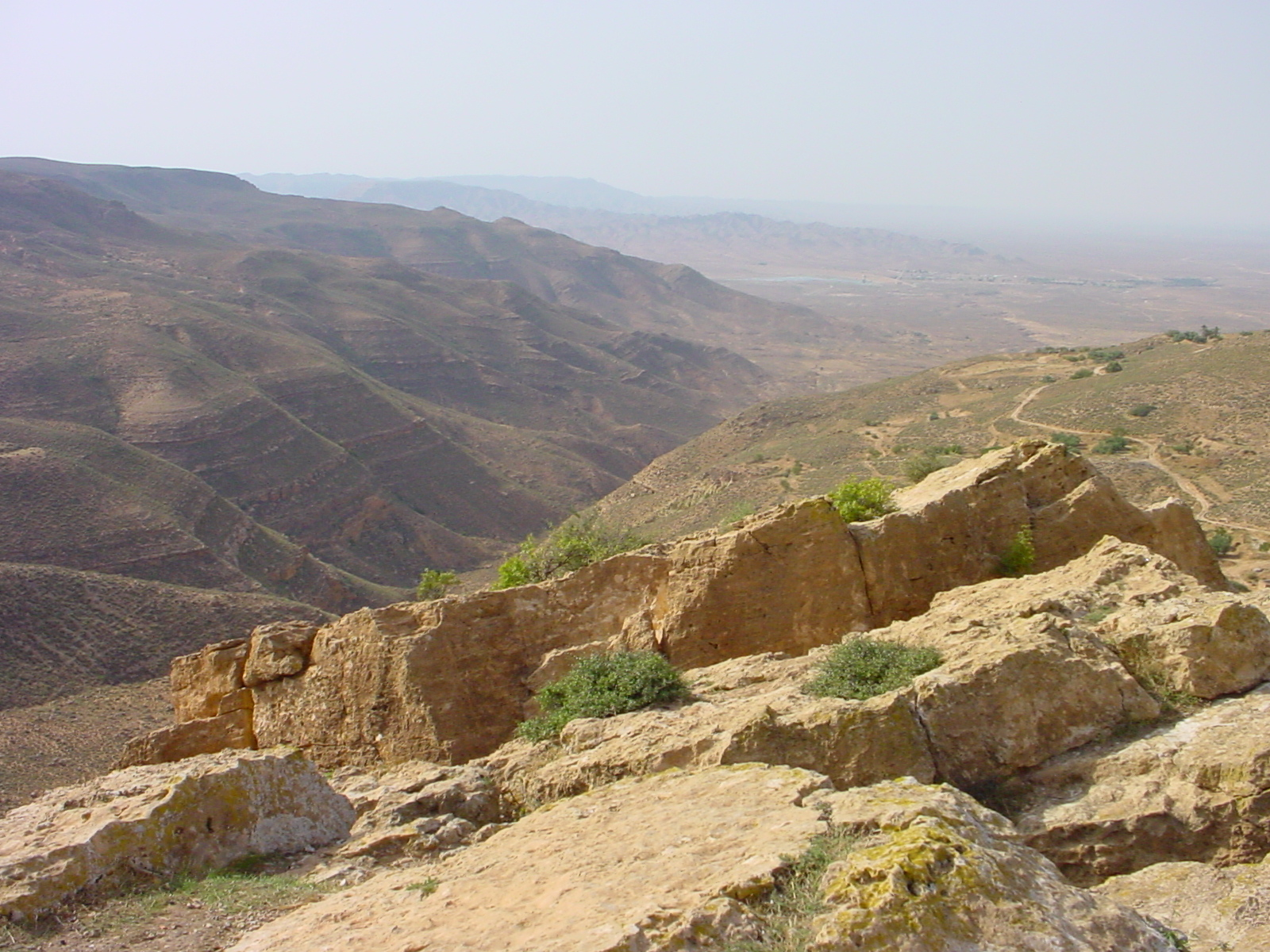
Góry Dżabal Nafusa

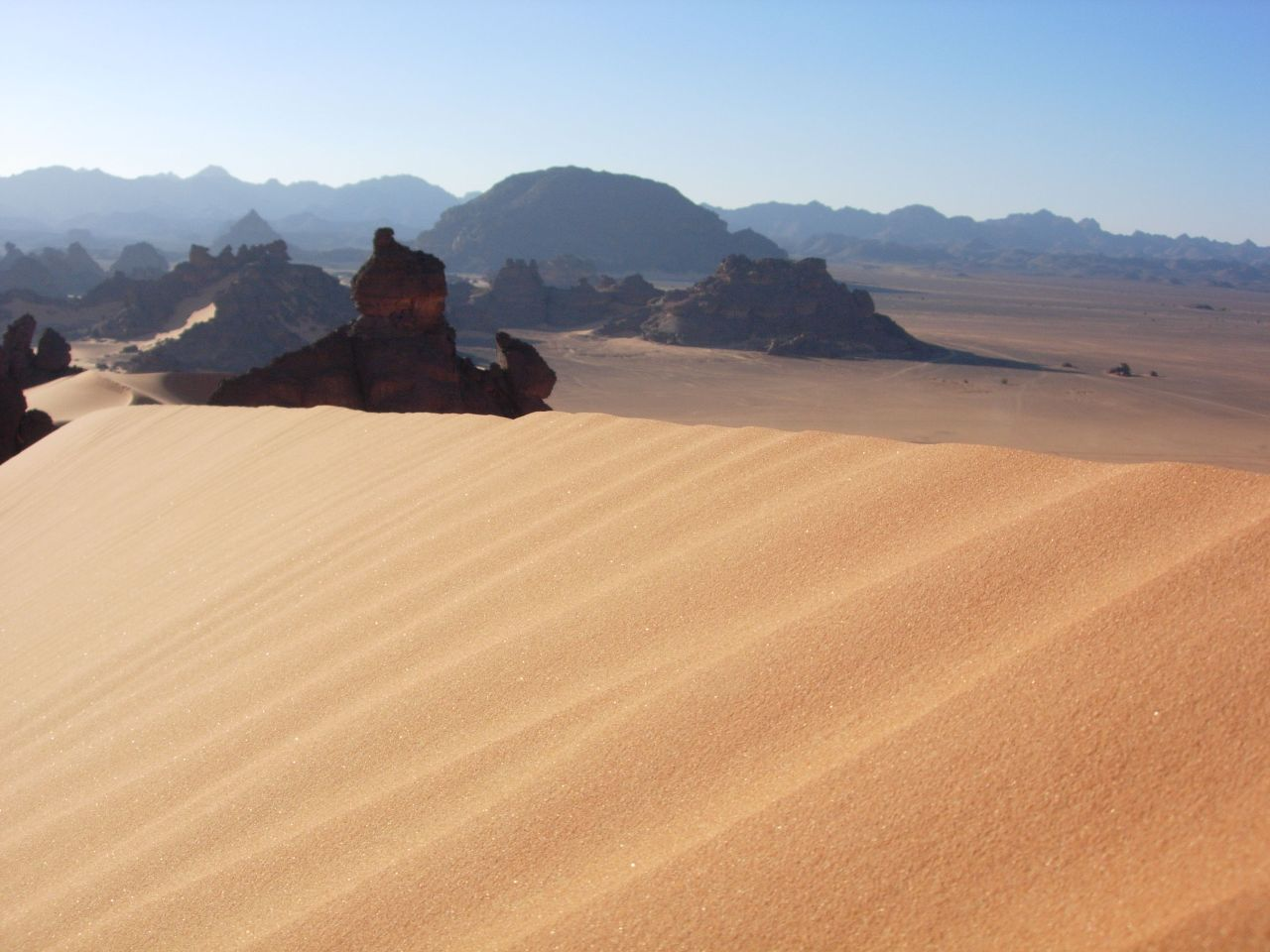
Pustynia Libijska

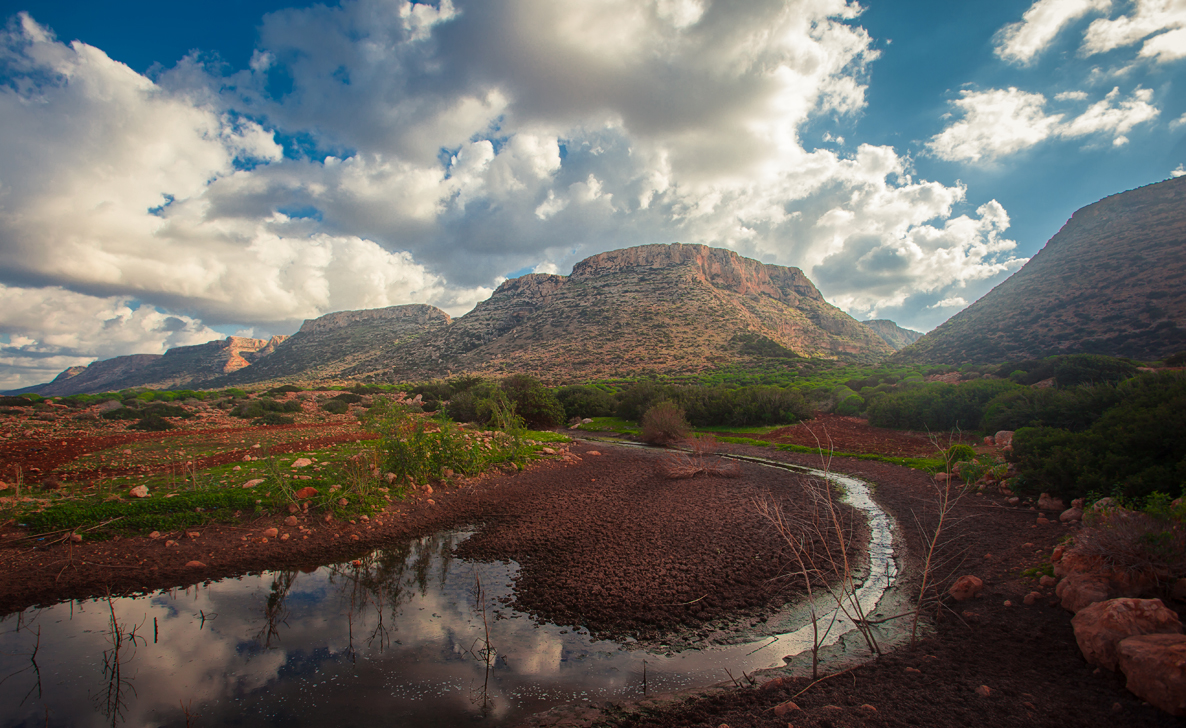
Góry Al-Dżabal al-Achdar

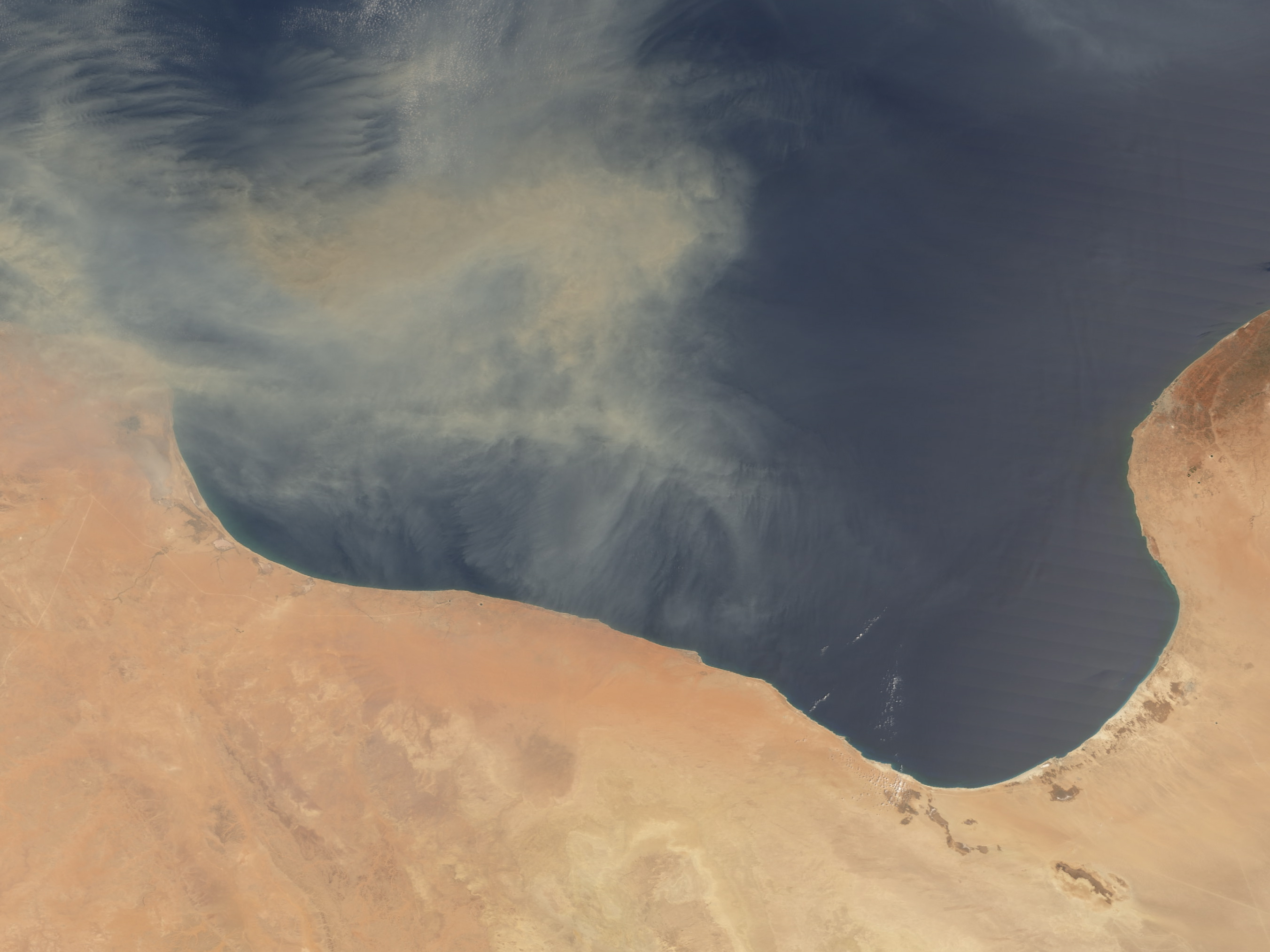
Zatoka Wielka Syrta – zdjęcie satelitarne

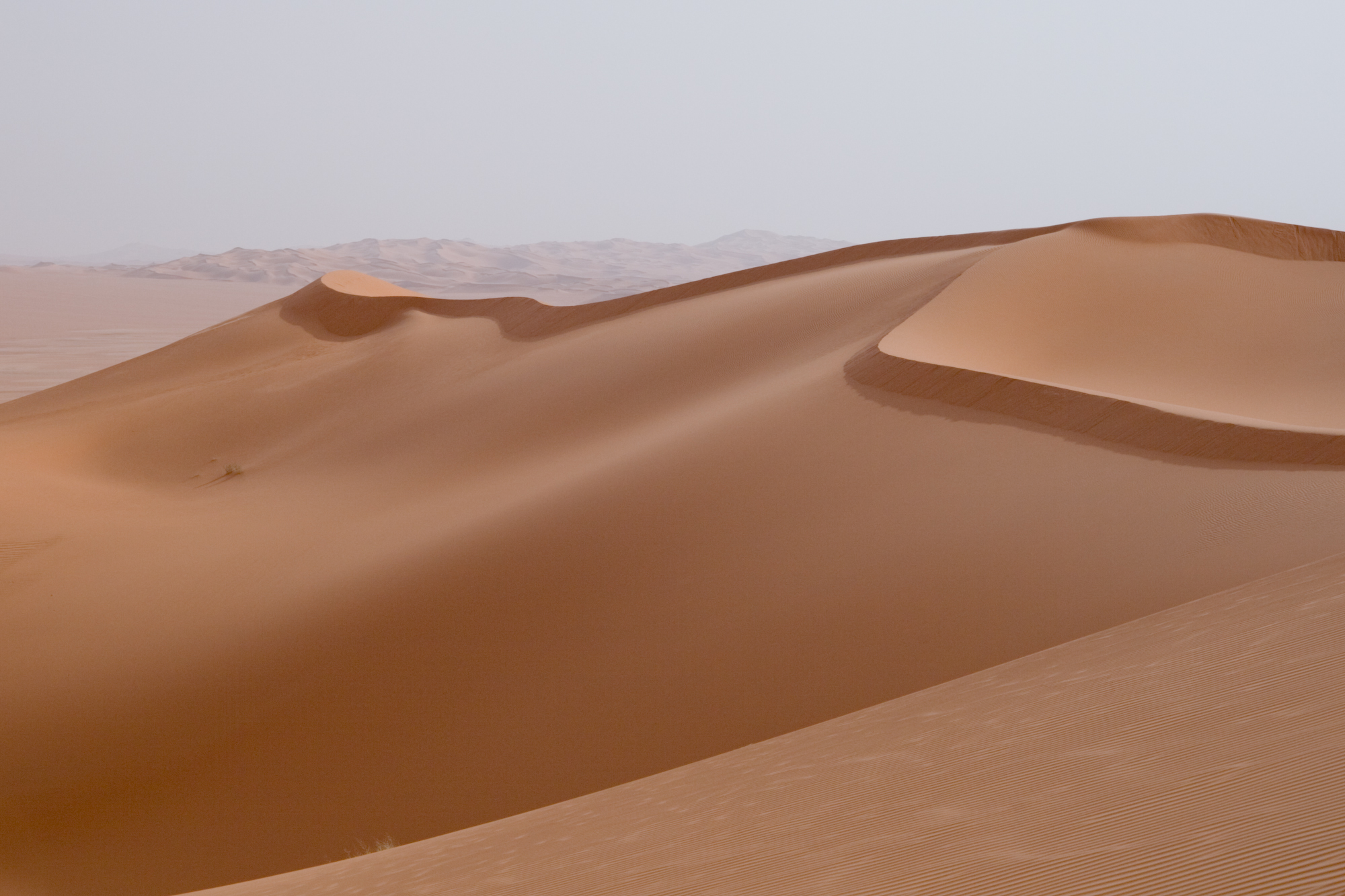
Idhan Aubari

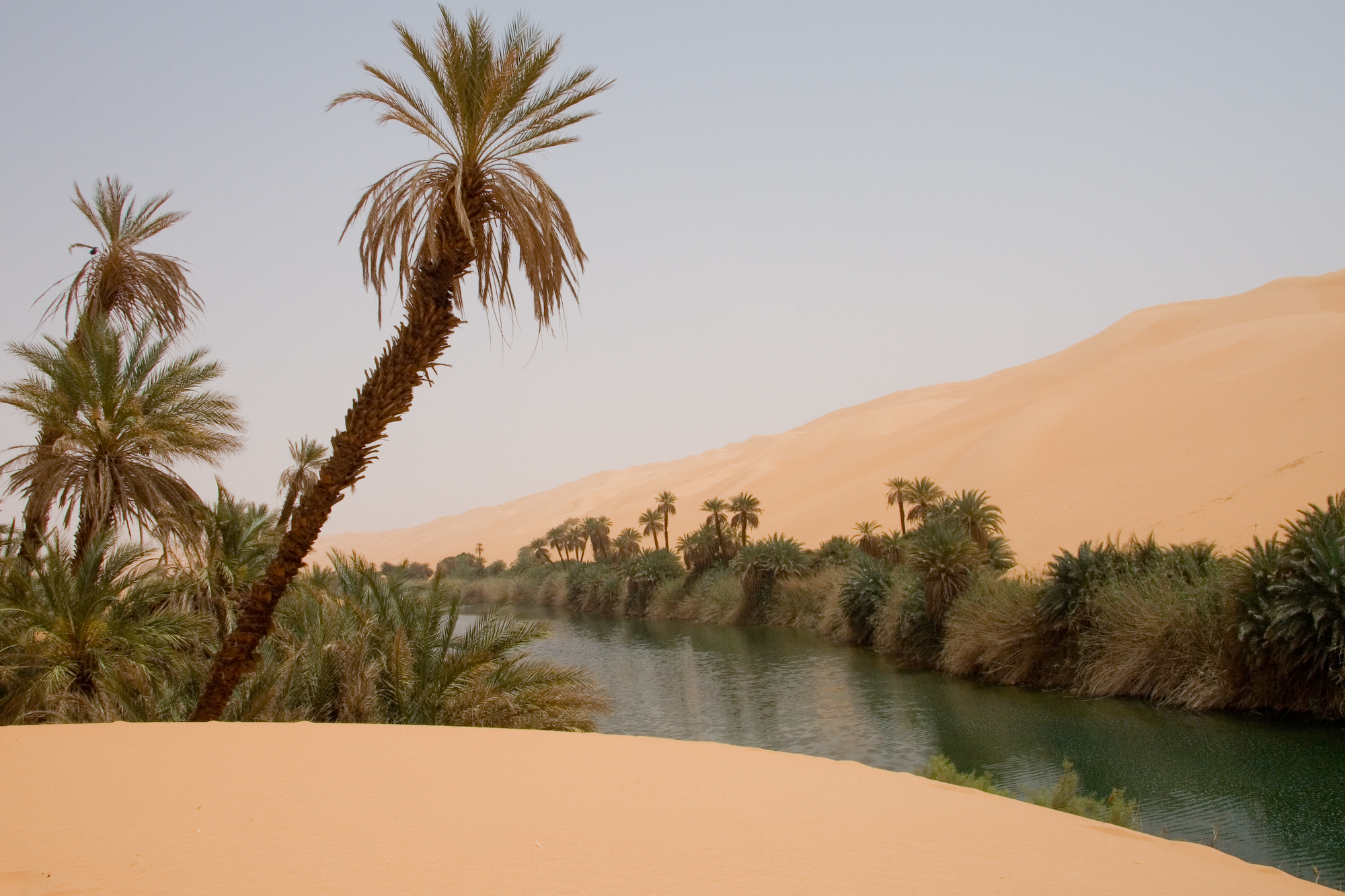
Jezioro na pustyni Idhan Aubari

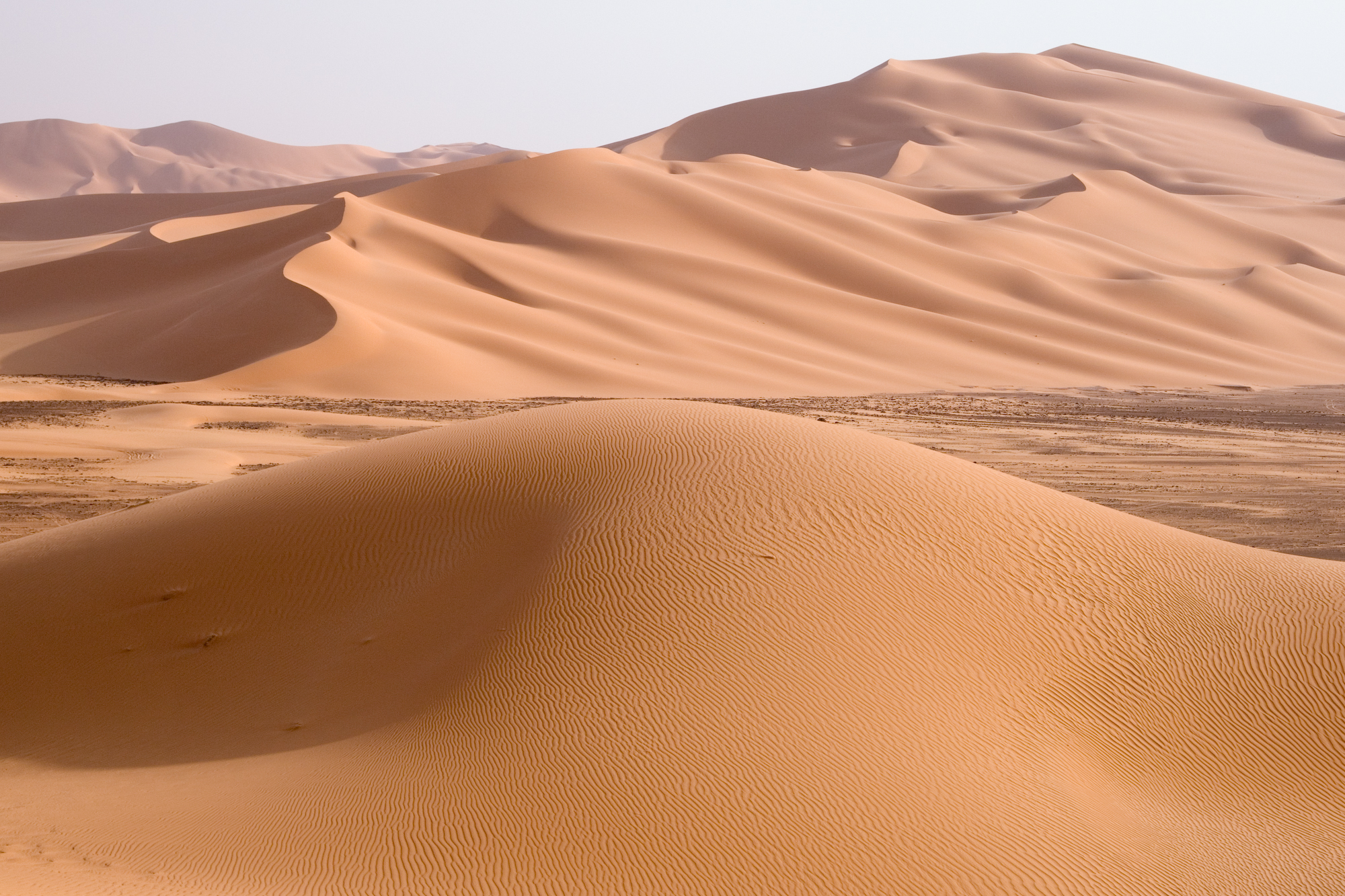
Idhan Murzuk

Ponad 90% powierzchni Libii zajmują pustynne tereny Sahary .
Prawie całe terytorium Libii położone jest na obszarze krystalicznej platformy saharyjskiej. Centrum kraju stanowi niecka algiersko-libijska. Libia jest w większości krajem wyżynnym, gdzie średnia wysokość waha się od 300 do 600 m n.p.m.  Jedynie pas wybrzeża oraz północno-wschodnia część kraju stanowi obszar nizin .
Libię można podzielić na trzy regiony geograficzne – Cyrenajkę na wschodzie, Trypolitanię na północnym zachodzie i Fazzan na południu .
Trypolitania składa się z kilku mniejszych regionów geograficznych, które mają zróżnicowaną rzeźbę terenu . Na północny wzdłuż wybrzeża ciągną się niziny przybrzeżne – na zachodzie Al-Dżifara, a na wschodzie Dafnia . Od północy nizinę Al-Dżifara ogranicza pasmo wzgórz Dżabal Nafusa zbudowane z wapieni, gipsów i piaskowców, wznoszące się na wysokość do 600 m n.p.m.  Na południe od Dżabal Nafusa rozciąga się szeroki na 100–150 km pas wyżyn, do którego na południu przylega pustynia kamienista Al-Hamada al-Hamra . W kierunku południowo-wschodnim ta pustynna wyżyna przechodzi w młode góry Dżabal as-Sauda, za którymi leżą góry Al-Harudż al-Aswad z wieloma wulkanami wznoszącymi się na wysokość 1200 m n.p.m.
Obszary tychże gór i kamienistych wyżyn przechodzą gwałtownie w rozległą i monotonną nizinę, stanowiącą część Pustyni Libijskiej, i ciągną się dalej na obszarze Egiptu . Obszar ten, zaliczany do Cyrenajki, jest pokryty piaszczystymi osadami, gdzie leżą oazy: Wahat Dżalu, Al-Dżaghbub i największa z nich Wahat al-Kufra.
Północna część Cyrenajki jest obszarem wyżynnym, jednak na wschodzie teren obniża się, by dalej przejść w niewielkie wzniesienia pod zachodnią granicą Egiptu. Obszary wyżynne Cyrenajki wznoszą się na wysokość do 300–550 m n.p.m., tworząc góry Al-Dżabal al-Achdar (nazywane „Zielonymi Górami” ) dochodzące do 900 m n.p.m. Nad zatoką Wielką Syrtą znajduje się kilkukilometrowy pas nadbrzeżnych nizin . Na południowy wschód od zatoki leży depresja Sabchat Ghuzajjil (47 m p.p.m.) .
Fazzan stanowi południową część Libii . Jest obszarem wyżynnym, ale znajduje się w nim seria niecek, przebiegających ze wschodu na zachód. Niecki oddzielone są rozległymi pustynnymi obszarami, pokrytymi żwirowymi osadami. Na terenach tych zagłębień znajdują się liczne oazy jak: Sabha, Murzuk i Aubari. Fazzan słynie z ergów, nazywanych „morzami piasku” . Największe z nich to Idhan Aubari (o powierzchni 50 tys. km²) w zachodniej części i Idhan Murzuk (80 tys. km²) w południowo-zachodniej części . Na pustyniach tych występują liczne ruchome wydmy, m.in. barchany, przypominające wyglądem półksiężyce ze stromo opadającą stroną zawietrzną, wydmy paraboliczne z wydłużonymi ramionami i wydmy gwiaździste, o wysokości od kilku do 40 m, rozpiętości 5–400 m i 25–20 m długości . Wydmy często poruszają się z wiatrem i migrują 5–100 m rocznie . Wśród wydm znajdują się liczne jeziora zasilane przez wody gruntowe .
Na granicy z Czadem obszar znacznie się wznosi, tworząc północne odgałęzienie masywu Tibesti . Najwyższy szczyt Libii – Bikku Bitti wznosi się na wysokość 2286 m n.p.m.  Na terenie tego masywu wznosi się kilka wygasłych stożków wulkanicznych. Góry w południowej Libii, jak i cały masyw Tibesti, ciągnący się dalej na terytorium Czadu; zbudowany jest z krystalicznych skał prekambryjskich, pokrytych piaskowcami.

## Klimat

Klimat Libii według klasyfikacji klimatów Köppena

Niemal cała Libia znajduje się pod wpływem klimatu zwrotnikowego suchego, a na południu i na południowym wschodzie skrajnie suchego .
Jedynie pas nadmorski – nizina Al-Dżifara i góry Al-Dżabal al-Achdar – objęte są klimatem podzwrotnikowym typu śródziemnomorskiego , charakteryzującym się gorącym i suchym latem oraz chłodną, wilgotną zimą . Średnie roczne temperatury osiągają 19–20 °C, przy czym tereny górskie Dżabal Nafusa i Al-Dżabal al-Achdar charakteryzują się niższymi temperaturami w granicach 17–18 °C . Temperatury poniżej 15 °C odnotowywane są w wyższych partiach Al-Dżabal al-Achdar, który jest najchłodniejszym regionem Libii . Najcieplejszymi miesiącami są lipiec i sierpień, a najchłodniejszymi styczeń i luty . Średnia temperatura w lipcu to 24–27 °C, w styczniu 10–12 °C °C . Brak bariery gór powoduje dużą zmienność pogody – w zimie na wybrzeżu może padać śnieg, a w lecie temperatury mogą osiągać 40–45 °C . 13 września 1922 roku, w miejscowości Al-Azizijja w północno-zachodniej części kraju odnotowano temperaturę 58 °C, która przez 90 lat była uznawana za najwyższą odnotowaną temperaturę powietrza w historii. Ponowne analizy tych pomiarów wykazały, że badacz popełnił błąd, odnotowując temperaturę wyższą o około 7 stopni od rzeczywistej.
Opady na wybrzeżu przypadają na okres od października do kwietnia i osiągają 500–750 mm . Najwyższe opady, przynoszone przez deszczowe wiatry z zachodu i północnego zachodu, odnotowywane są we wschodniej części Dżabal Nafusa i na wzniesieniach Al-Dżabal al-Achdar . Najwyższe opady w rejonie nadbrzeżnym notuje się na Półwyspie Barka – maksymalnie do 600 mm rocznie. Strefa nadbrzeżna Trypolitanii otrzymuje około 450 mm rocznie, a im dalej na południe tym opady są niższe. Południowe krańce Trypolitanii otrzymują rocznie 150 mm deszczu. Od kwietnia do października wybrzeże znajduje się pod silnym wpływem mas zwrotnikowego powietrza, toteż wybrzeże Libii w tym okresie otrzymuje znikome opady deszczu, a w okresie czerwiec-wrzesień opady w ogóle nie występują.
| Miesiąc                            | Sty  | Lut  | Mar  | Kwi  | Maj  | Cze  | Lip  | Sie  | Wrz  | Paź  | Lis  | Gru  | Roczna |
| ---------------------------------- | ---- | ---- | ---- | ---- | ---- | ---- | ---- | ---- | ---- | ---- | ---- | ---- | ------ |
| Średnie temperatury w dzień [°C]   | 16,0 | 17,2 | 19,5 | 22,3 | 24,3 | 27,5 | 29,4 | 29,9 | 29,4 | 26,8 | 22,6 | 17,9 | 23,6   |
| Średnie temperatury w nocy [°C]    | 8,4  | 9,4  | 11,3 | 13,8 | 16,3 | 19,7 | 21,8 | 22,4 | 21,6 | 18,6 | 14,1 | 9,8  | 15,6   |
| Opady [mm]                         | 73   | 42   | 24   | 11   | 5    | 1    | 0    | 1    | 10   | 37   | 65   | 94   | 362    |
| Wilgotność [%]                     | 65   | 64   | 64   | 63   | 63   | 62   | 65   | 66   | 67   | 67   | 65   | 66   | 65     |
| Źródło: wetterkontor.de 2021-03-25 |      |      |      |      |      |      |      |      |      |      |      |      |        |

Klimat zwrotnikowy panuje mniej więcej na obszarach położonych 100–150 km w głąb lądu. Rejony należące do Fazzanu i południowych obszarów Cyrenajki cechują się klimatem o skrajnie suchej odmianie. Obszary pustynne charakteryzują się bardzo niską wilgotnością powietrza, nie przekraczającą 20% . Większość Sahary otrzymuje mniej niż 15 mm opadów rocznie, jedynie opady na północy dochodzą do 50 mm rocznie . Miejscowość Sabha otrzymuje średnio jedynie 10 mm opadów rocznie . W niektórych regionach opady mogą nie występować przez kilka lat . W głębi lądu, średnia roczna temperatura waha się od 10 °C w regionach górzystych do 24–26 °C na pustyniach . Temperatury w ciągu dnia mogą dochodzić do ponad 50 °C, a w nocy opadać do 20–30 °C . W ciągu nocy mogą występować przymrozki, a zimą nawet mrozy do -10–25 °C . Średnia temperatura w lipcu to 35 °C, w styczniu 18 °C °C . Dobowe wahania temperatur są wysokie i mogą dochodzić do 45 °C .
| Miesiąc                            | Sty  | Lut  | Mar  | Kwi  | Maj  | Cze  | Lip  | Sie  | Wrz  | Paź  | Lis  | Gru  | Roczna |
| ---------------------------------- | ---- | ---- | ---- | ---- | ---- | ---- | ---- | ---- | ---- | ---- | ---- | ---- | ------ |
| Średnie temperatury w dzień [°C]   | 20,3 | 23,4 | 27,4 | 32,8 | 36,5 | 38,8 | 38,0 | 38,3 | 35,2 | 32,2 | 26,6 | 21,8 | 31,0   |
| Średnie temperatury w nocy [°C]    | 4,8  | 6,8  | 10,3 | 15,3 | 19,8 | 22,2 | 22,8 | 23,2 | 20,5 | 16,6 | 10,7 | 6,2  | 14,9   |
| Opady [mm]                         | 0    | 1,2  | 0    | 0    | 0    | 0    | 0    | 0    | 0    | 0    | 0    | 0    | 2,8    |
| Wilgotność [%]                     | 47   | 41   | 33   | 28   | 27   | 24   | 26   | 27   | 31   | 34   | 43   | 48   | 34     |
| Źródło: wetterkontor.de 2021-03-25 |      |      |      |      |      |      |      |      |      |      |      |      |        |

Charakterystycznym elementem jest wiejący z południa gorący, bardzo suchy wiatr ghibli, który niesie ogromne ilości piasku i pyłu z pustyni, ograniczając widoczność do mniej niż 18 m . Wiatr ten występuje najczęściej na wiosnę i jesienią .

## Wody

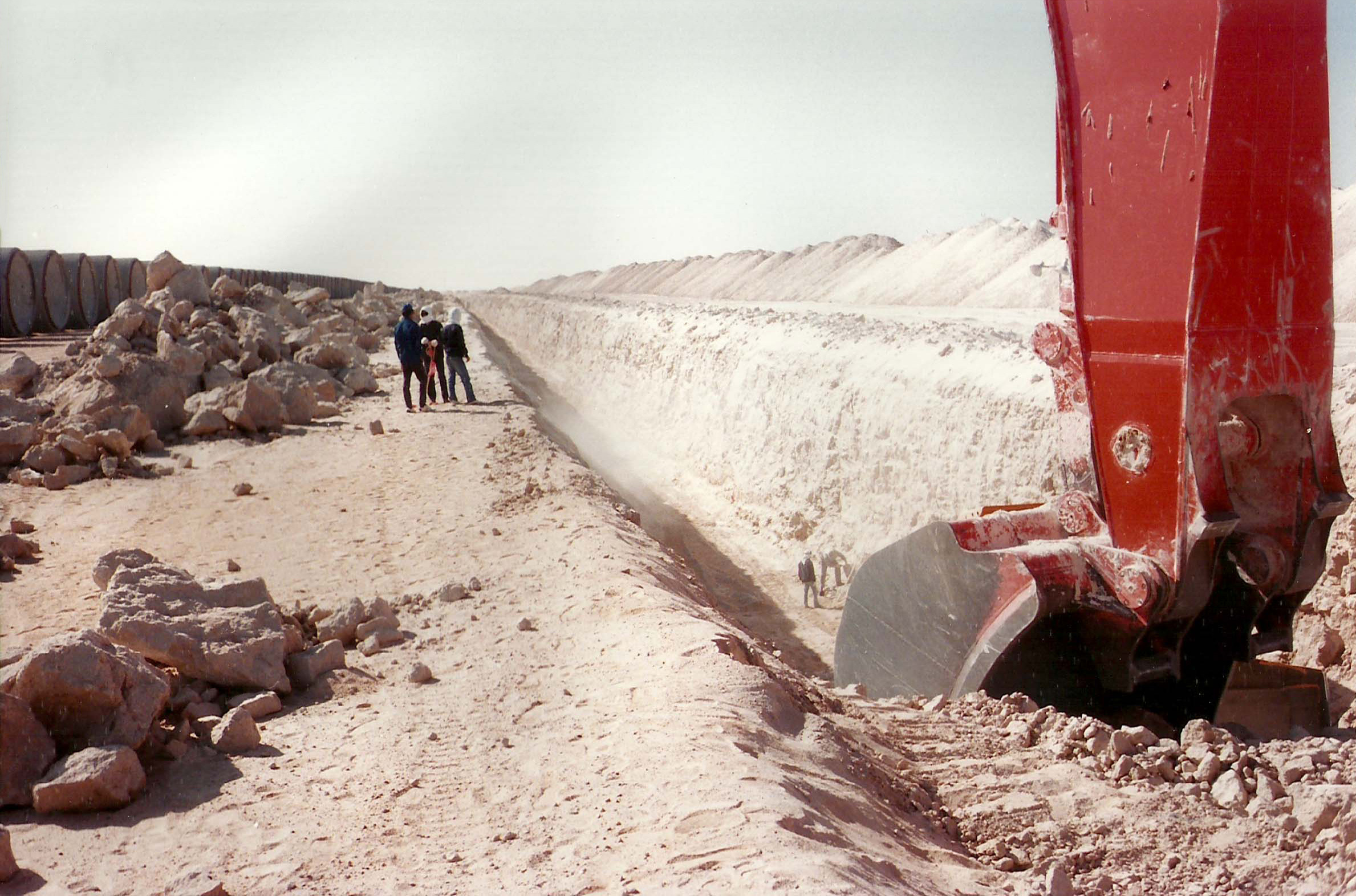
Budowa Wielkiej Sztucznej Rzeki

Sieć rzeczna w Libii nie istnieje, nie ma ani jednej rzeki stałej. Występują natomiast liczne uedy – suche koryta rzeczne, które na czas krótkotrwałych deszczów wypełniają się wodą, tworząc rzeki okresowe . Największe systemy rzek okresowych to Wadi Zamzam i Wadi Bajj al-Kabir, uchodzące do Wielkiej Syrty .
Libia ma znaczne zasoby wód podziemnych na pustyni, z których korzystają oazy . W południowo-wschodniej części kraju i w Fezzanie występują wody artezyjskie . Woda z tych podziemnych rezerwuarów transportowana jest poprzez system podziemnych rurociągów do regionów nadbrzeżnych, tzw. Wielka Sztuczna Rzeka .
Na nizinach przybrzeżnych występują licznie sebhy .

## Gleby
Prawie cała Libia pokryta jest mało żyznymi glebami. Jedynie na Półwyspie Barka występują nieco żyźniejsze luwisole. W wielu miejscach strefy nadbrzeżnej, gdzie występują słone jeziora, gleby również są dużym stopniu zasolone. Wnętrze kraju pokryte jest pustynnymi litosolami i regosolami. Duże połacie terenu w głębi lądu i na południu kraju, są całkowicie pozbawione pokrywy glebowej. Te obszary stanowią pustynię piaszczystą, pokrytą charakterystycznymi barchanami. Wybrzeże Morza Śródziemnego pokrywają kserosole (buroziemy i szaroziemy pustynne) .

## Flora i fauna

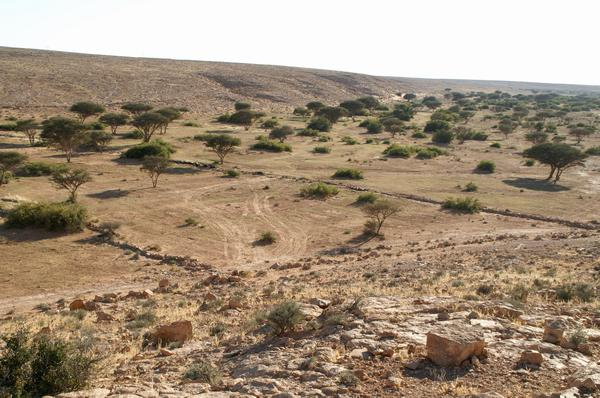
Wadi Buzra

### Flora
Niezwykła suchość klimatu i brak opadów, zwłaszcza na południu, sprawia, że ogromne obszary kraju są całkowicie pozbawione szaty roślinnej . Na terenie Libii odnotowano ponad 1800 gatunków roślin, przy czym 80–81 uważanych jest za gatunki endmiczne. 70–80% wszystkich gatunków roślin występuje w górach Al-Dżabal al-Achdar.
Na wybrzeżu występują zarośla typu makii oraz zadrzewienia z sosn pinii i eukaliptusów, a nad Wielką Syrtą trawiaste i piołunowe półpustynie . W latach obfitych opadów równiny przybrzeżne pokrywają się trawami i ziołami – występują tu m.in. złotogłowy i wątrobowce . Sebhy – nisko położone obszary, zalewane przez wodę morską, która wyparowując pozostawia pokłady soli, porastają wieloletnie trawy halofilne, m.in. z rodzaju mannica .
Góry Dżabal Nafusa porasta roślinność stepowa – rośnie tu m.in. ostnica mocna . Północne obszary gór Al-Dżabal al-Achdar porasta niski las z jałowcami i pistacjami . Występują tu liczne rośliny jednoroczne, m.in. stokłosy, mozgi kanaryjskie, wiechliny i życice . Im bardziej na południe tym las staje się rzadszy i uboższy w rośliny jednoroczne . W górach Al-Harudż al-Aswad występuje arbuz kolokwinta .
Obszary półpustynne charakteryzują się skąpą roślinnością . Występują tu skupiska takich roślin odpornych na suszę jak soliród, wilczypieprz, komosa, piołun i złotogłów . Niektóre rośliny obszarów półpustynnych spotykane są także w uedach , wzdłuż których występują również akacje i tamaryszki . W oazach na pustyni rosną palmy daktylowe .

### Fauna
Na terenie Libii występuje 4590 gatunków zwierząt (dane szacunkowe), przy czym 81% wszystkich gatunków to owady.
Świat zwierząt reprezentują przede wszystkim gatunki pustynne – występują tu m.in. zając płowy, podskoczek duży, a także hieny, fenki i lisy rude i gazele . W oazach spotkać można jadowite żmije i bungarusy . Wśród ptaków rodzimych wyróżnić można m.in. cukrówki, skowronki, orły, jastrzębie i sępy .
Kilkanaście gatunków zwierząt żyjących w Libii jest zagrożonych wyginięciem . Do krajowej czerwonej listy wpisane zostały takie zwierzęta jak: gepard, adaks pustynny, kulik i podskoczek egipski .

### Ochrona środowiska
Libia objęła ochroną przede wszystkim znaczne obszary Sahary – według starszych źródeł (stan na 2009 rok) na terenie Libii znajdowały się dwa parki narodowe i 10 innych obszarów chronionych. Natomiast baza danych Protected Planet (stan na 2021 rok) podaje 5 obszarów chronionych, w tym dwa parki narodowe kategorii II według Światowej Komisji IUCN ds. Obszarów Chronionych (IUCN World Commission on Protected Areas – WCPA) (stan na 2021 rok) – El-Kouf i El Naggaza.

## Demografia
Liczba ludności Libii szacowana jest na nieco ponad 7 milionów w 2021 roku . Tempo wzrostu populacji Libii należy do najwyższych w Afryce Północnej . Prawie połowa ludności ma mniej niż 25 lat, a około jedna trzecia mniej niż 15 lat (dane szacunkowe na 2020 rok) .
97% mieszkańców to Berberowie i Arabowie, a pozostałe 3% to Egipcjanie, Grecy, Hindusi, Włosi, Maltańczycy, Pakistańczycy, Tunezyjczycy i Turcy .
Ponad 90% wszystkich mieszkańców Libii żyje w pasie przybrzeżnym Morza Śródziemnego, między Trypolisem na zachodzie a miastem Al-Bajda na wschodzie . Największym miastem jest Trypolis z 1,170 milionem mieszkańców .
Libia jest zarówno krajem docelowym, jak i krajem tranzytowym dla migrantów ekonomicznych . W latach 90. XX w. Libia przyjęła wielu migrantów z Afryki Subsaharyjskiej, traktując ich jako źródło taniej siły roboczej . W XXI w. Libia – z uwagi na niestabilność polityczną i słabe kontrole graniczne – stała się ośrodkiem tranzytowym dla migrantów ze wschodniej i zachodniej Afryki w drodze do Europy .
Językiem urzędowym jest arabski . W większych miastach rozumiany jest angielski i włoski . W kraju używane są też języki berberyjskie .
96,6% Libijczyków jest wyznania muzułmańskiego, 2,7% to chrześcijanie, 0,3% buddyści, ok. 0,5% wyznaje inne religie a 0,2% to osoby bez przynależności religijnej (szacunki na rok 2010) .

## Gospodarka
Gospodarka Libii opiera się na eksporcie ropy naftowej i gazu ziemnego . Rezerwy ropy naftowej Libii stanowią około 3 procent rezerw światowych . Na początku XXI w. sektor wydobycia ropy i gazu wypracowywał prawie trzy czwarte dochodu narodowego, zatrudniając mniej niż jedną dziesiątą siły roboczej . Ropa eksportowana jest do Włoch oraz innych krajów Unii Europejskiej, do Egiptu i do Stanów Zjednoczonych .
Za rządów Mu’ammara al-Kaddafiego (1969–2011) państwo sprawowało silną kontrolę nad gospodarką – przemysł naftowy został znacjonalizowany w latach 70. XX wieku, a państwowe związki zawodowe i organizacje przemysłowe zarządzały większością innych gałęzi przemysłu i usług komunalnych . Aby zmniejszyć uzależnienie kraju od ropy naftowej, zaczęto rozwijać rolnictwo poprzez rekultywację i nawadnianie oraz przemysł, a także wprowadzać reformy celem liberalizacji polityki gospodarczej i stworzenia zachęt dla przedsiębiorczości prywatnej .
Od 2014 roku, z uwagi na niestabilność polityczną, wydobycie ropy, choć rosnące, nie osiągnęło poziomu sprzed rewolucji i ulega zakłóceniom .
Warunki życia, w tym dostęp do czystej wody pitnej, usług medycznych i bezpiecznych mieszkań pogorszyły się od 2011 roku .